# Número de clase de Hurwitz
En matemáticas, el número de clase de Hurwitz {\displaystyle H(N)}, introducido por el matemático alemán Adolf Hurwitz, es una modificación del número de clase de las formas cuadráticas binarias definidas positivas del discriminante {\displaystyle -N,} cuyas formas son pesadas por {\displaystyle {2 \over g},} siendo {\displaystyle g} el orden de su grupo de asmo, y donde {\displaystyle H(0)=-{1 \over 12}.}
Zagier mostró en 1975 que los números de clase de Hurwitz son coeficientes de una son coeficientes de una forma modular simulada de peso {\displaystyle {3 \over 2}.}